# Mayetiola agrostidis
Mayetiola agrostidis är en tvåvingeart som beskrevs av Ertel 1975. Mayetiola agrostidis ingår i släktet Mayetiola och familjen gallmyggor. Inga underarter finns listade i Catalogue of Life.